# Dasyatis guttata
Dasyatis guttata е вид хрущялна риба от семейство Dasyatidae.

## Разпространение
Видът е разпространен в Бразилия (Амапа, Баия, Мараняо, Пара, Параиба, Парана, Пернамбуко, Рио де Жанейро, Сао Пауло и Сеара), Венецуела и Мексико.